# Schistomeringos neglecta
Schistomeringos neglecta är en ringmaskart som först beskrevs av Fauvel 1923.  Schistomeringos neglecta ingår i släktet Schistomeringos och familjen Dorvilleidae. Arten har ej påträffats i Sverige. Inga underarter finns listade i Catalogue of Life.